# Tilmann Märk

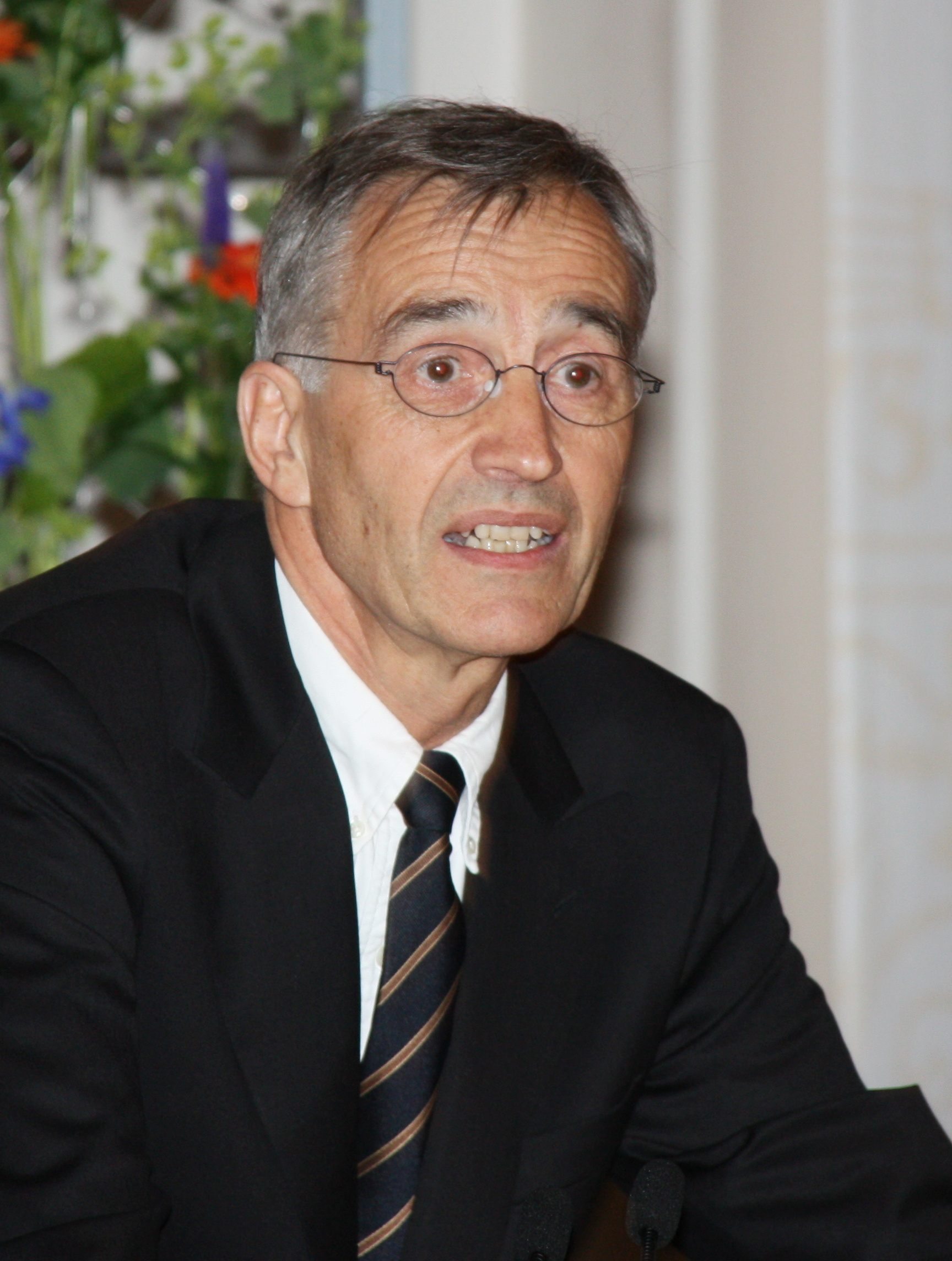
Tilmann D. Märk (2009)

Tilmann D. Märk (* 29. April 1944 in Seefeld in Tirol) ist ein österreichischer Physiker. Er war zwischen 2011 und 28. Februar 2023 Rektor der Universität Innsbruck.

## Leben
Tilmann Märk maturierte 1962 in Innsbruck. Er studierte von 1962 bis 1968 an der Universität Innsbruck Physik und Physiologie und wurde zum Dr. phil. promoviert. Von 1968 bis 1969 war er Wissenschaftlicher Mitarbeiter am Institut für Atomphysik der Universität Innsbruck. Von 1969 bis 1971 arbeitete Märk als Max Kade-Research-Fellow am Department of Electrical Engineering der University of Minnesota in Minneapolis, USA. Danach war er bis 1980 als Universitätsassistent am Innsbrucker Institut für Atomphysik tätig. In dieser Zeit habilitierte sich Märk im Fach „Experimentelle Atomphysik“. Nach einem Auslandsaufenthalt als Senior Visiting CIRES Fellow und Fulbright Scholar am Department of Chemistry der University of Colorado in Boulder, USA, erfolgte 1980 seine Ernennung zum Außerordentlichen Universitätsprofessor am Institut für Experimentalphysik der Universität Innsbruck.
1987 wurde er Universitätsprofessor am Institut für Ionenphysik der Universität Innsbruck, dessen Leiter er von 1993 bis 2006 war. Rufe an die Universität Graz und an die Universität Greifswald hatte er abgelehnt. Seit 1987 ist Märk assoziierter Professor am Institut für Plasmaphysik der Universität Bratislava.
Von 2003 bis 2011 amtierte Märk als Vizerektor für Forschung (Rektorate Gantner und Töchterle). Am 21. April 2011 übernahm er von Karlheinz Töchterle, der Wissenschaftsminister wurde, zunächst interimistisch das Amt des Rektors, ehe er am 13. Dezember zum Rektor gewählt wurde. Im Jänner 2019 wurde er vom Universitätsrat für eine dritte Funktionsperiode als Rektor der Universität Innsbruck von 2020 bis 2024 bestellt. Im Dezember 2021 wurde bekannt, dass er seine Amtsperiode um ein Jahr verkürzt und seinen Posten ab März 2023 zur Verfügung stellt. Zu seiner Nachfolgerin wurde am 5. Juli 2022 Veronika Sexl gewählt, sie trat am 1. März 2023 ihr Amt an.
Er ist verheiratet und Vater eines Sohnes.

## Wirken
Die Forschungsschwerpunkte von Tilmann Märk sind die Physik und Chemie von Clustern und Plasmen, die Massenspektrometrie, die Elektronen- und Ionenphysik, die Strahlungsphysik, die Bio- und Umweltphysik und die Lebensmittelwissenschaften. Er verfasste über 650 wissenschaftliche Beiträge in referierten Fachzeitschriften, die von den Fachkolleginnen und -kollegen bis heute über 10.000-mal zitiert wurden. Als Gastprofessor war Märk unter anderem an der Penn State University, Pennsylvania, USA, der Universität Konstanz und der Universität Belgrad tätig. Er ist Mitherausgeber des „International Journal of Mass Spectrometry“, der „Beiträge über Plasma Physics“ und der „Acta Physics Universitatis Comenianae“. Tilmann Märk ist Mitbegründer der beiden Spin-off-Unternehmen Ionicon Analytik GmbH und Ionimed Analytik GmbH, welche 2013 zur Ionicon Analytik Gesellschaft m.b.H. verschmolzen wurden. Außerdem ist er seit 1977 Verwaltungsrat des italienischen Lebensmittelunternehmens Zuegg AG und war von 2008 bis Oktober 2023 Geschäftsführer der Universität Innsbruck Unternehmensbeteiligungsgesellschaft mbH.

## Ehrungen und Auszeichnungen
Für seine Leistungen wurde Tilmann Märk vielfach ausgezeichnet. 
- Preis der Landeshauptstadt Innsbruck für wissenschaftliche Forschung (1979)[8]
- Erwin-Schrödinger-Preis der Österreichischen Akademie der Wissenschaften (1994)
- Goldenen Ehrenmedaille der Universität Bratislava (2004)[9]
- Heyrovský-Medaille der Tschechischen Akademie der Wissenschaften (2004)[10]
- Ritter der Ehrenlegion (Chevalier de la Legion d'Honneur) (2013)[11]
- Großes Goldenes Ehrenzeichen für Verdienste um die Republik Österreich (2014)[12]
- Ehrenzeichen des Landes Tirol (2016)[13]
- Dissociative Electron Attachment Club Distinguished Service Award (2018)[14]
- Ehrenring der Universität Innsbruck (2023)[15]
- Ehrenzeichen der Stiftung Südtiroler Sparkasse (2023)[16]
- Verdienstkreuz der Stadt Innsbruck (2025)[17]

Er ist Ehrendoktor der Universität Lyon (2004) und der Universität Bratislava (2006). 2008 wurde er in die Deutsche Akademie der Naturforscher Leopoldina gewählt.